# Údolí Jizery
Údolí Jizery je přírodní rezervace, nacházející se asi dva kilometry severně od okresního města Semily v Libereckém kraji. Rezervace byla vyhlášena roku 1951 a její výměra je 122,2 hektarů.
Jedná se o kaňonovité údolí, které vyhloubila řeka Jizera. Je dlouhé přibližně tři kilometry. Skály zde vystupují ze skalních hřebenů a útesů. Nejmohutnější skalní útvar je bezpochyby Krkavčí skála, vysoká něco přes 100 metrů. Po pravé straně údolí vedou dvě stezky, a to Riegrova a Kamenického. Po levé hraně údolí Jizery je vyznačena žlutá turistická trasa s odbočkou na Krkavčí skálu. Údolím vede také železniční trať Pardubice–Liberec, která zde prochází čtyřmi tunely. Rezervace leží na území Geoparku Český ráj, chráněné území je ve správě Krajského úřadu Libereckého kraje.

## Vznik údolí a geologie
Vznik údolí souvisí se zvedáním terénu od období třetihor, zejména neogénu. Když začalo toto zvedání terénů, Jizera se rychle zahlubovala do hornin a vytvořila tak impozantní údolí. Protože řeka Jizera má zde spád 10 promile a sílu, hloubí údolí dál. Každým dnem se 130 metrů hluboké údolí prohloubí až o desetiny milimetru.
Údolí je zahloubeno v metamorfovaných horninách, zejména v metadiabasech a v zelené břidlici. Místy jsou prostoupené albitickým metaryolitem či metatrachitem. Pruh u soutěsky je tvořen přeměněnou albitickou žulou. Po hranicích rezervace se objevuje čedič se sloupcovitou odlučností. Z geologického hlediska jsou skály nad Jizerou pozoruhodnou ukázkou kontaktu deformovaných magmatitů v železnobrodském krystaliniku.

## Nejznámější skalní útvary

### Krkavčí skála
Čedičový útvar stoupající strmě od koryta řeky až do stometrové výše. Na samém vršku je odvážně posazena železná vyhlídka připomínající lodní můstek, nabízející pohled do kaňonu Jizery. Železniční trať Pardubice–Liberec, sledující v těchto místech řečiště, prochází hluboko pod vyhlídkou tunelem; pozorovatelé mohou přibližně každou půlhodinu vidět po levé ruce vlak, připomínající díky perspektivě modelovou železnici. Poblíž vyhlídky stojí přístřešek pro turisty.
Na Krkavčí skálu se ze Semil dostaneme pěšky po žluté (cca 2 km), motoristé mohou jet směr Železný Brod a zaparkovat poblíž vjezdu do lomu – k vyhlídce je to odtud asi 200 metrů lesem (vpravo).
Přístup ke skále býval dříve obtížný, a proto bylo roku 1899 navrženo její zpřístupnění. Návrh byl přijat a Okrašlovací spolek Semily otevřel fond, do něhož se sbíraly peníze. Díky shromážděným prostředkům došlo k vyznačení přístupové cesty, rozmístění orientačních tabulí, úpravě skály a zbudování železné vyhlídky se zábradlím. Slavnostní otevření se konalo 18. června 1905.

### Myší skála

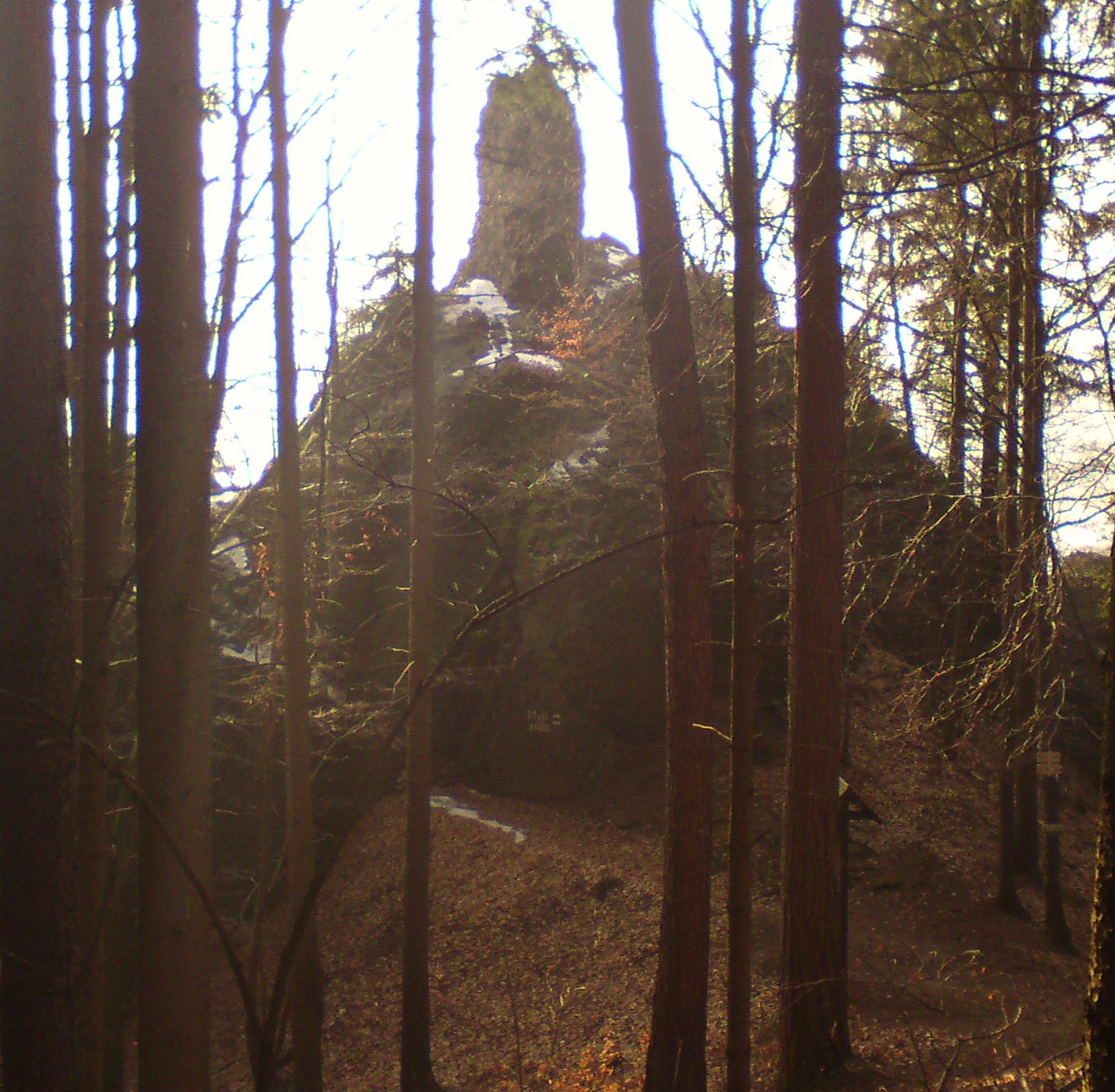
Myší skála

Nejznámější vyhlídkou na Kamenického stezce je Myší skála. Čedičový suk zvaný též Mniší skála či Myškovská skála vystupuje z vrchu Medenec až do 25metrové výšky. Nejbližší osadou je Spálov. Vyhlídka z větší části nahrazuje dřevěnou rozhlednu, která dříve stávala na vrchu Medenec. Výstup na Myší skálu je náročnější a je jištěn pouze částečně, a to řetězy, v posledním úseku musí návštěvníci použít trochu lezecké techniky.
Vyhlídka byla slavnostně otevřena pro turisty 26. září 1926.

### Böhmova vyhlídka
Böhmova vyhlídka nabízí výhled na protější Krkavčí skálu, unikátní úsek trati 030 a hlavně samotné údolí Jizery. Nachází se v půli Riegrovy stezky (levý břeh Jizery) mezi městem Semily a Podspálovem. Vyhlídka byla pojmenována po Antonínu Böhmovi (první předseda KČT Semily).

## Flóra a fauna
Z flóry převažují původní květnaté bučiny, je však ovlivněna výsadbou smrku ztepilého (Picea abies). Původní skladba je zachována především na strmých svazích, kde převažuje buk lesní (Fagus sylvatica), javor klen (Acer pseudoplatanus), bříza bělokorá (Betula pendula), lípa malolistá (Tilia cordata), jedle bělokorá (Abies alba), borovice lesní (Pinus sylvestris) a kam je místy vtroušen i habr obecný (Carpinus betulus). Mimo tyto rostliny nachází se v údolí také lomikámen trsnatý vlnatý Saxifraga rosacea subsp. steinmannii - (endemická rostlina, roste zde na skalách nad říčním korytem, je kriticky ohrožený druh), violka dvoukvětá - Viola biflora (obvykle v horách, vzácnější druh naší květeny), mázdřinec rakouský - Pleurospermum austriacum (obvykle v horách, silně ohrožený) či svízel horský (vzácný).
Z fauny jsou na vlastní tok Jizery vázáni mlok skvrnitý - Salamandra salamandra (silně ohrožený), skorec vodní (Cinclus cinclus), ledňáček říční - Alcedo atthis (silně ohrožený) a konipas horský (Motacilla cinerea). Lesní porosty obývají holub doupňák (silně ohrožený), brhlík lesní aj.

## Zajímavosti

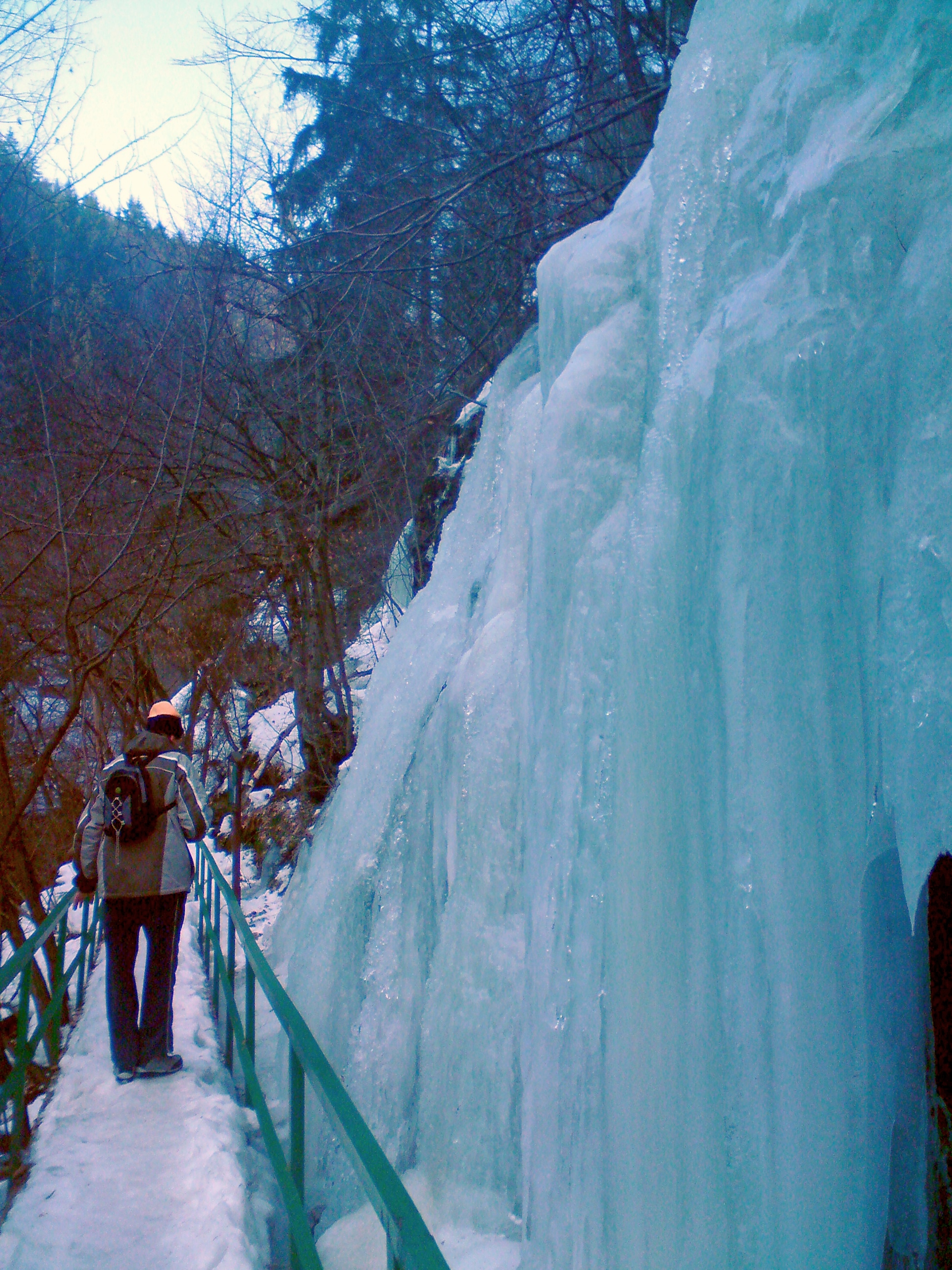
Ledopád

Při zimním a předjarním tání vzniká na Riegrově stezce nedaleko tunýlku pro pěší pozoruhodný ledopád. Je široký zhruba 20 metrů a vysoký 10 metrů. Překrývá skalní převis a tvoří jakousi jeskyňku, dole se zamrzlým jezírkem. Jeho tvar závisí především na teplotě, při které vzniká.
Dvanáct metrů dlouhý tunýlek na Riegrově stezce byl vystřílen za šest týdnů roku 1909. Na jeho proražení v odolných sopečných horninách bylo třeba 1086 dynamitových patron.
Nejstarším lidským dílem v údolí jsou 4 železniční říkovské tunely, uvedené do provozu roku 1859, na jejichž výstavbu bylo spotřebováno přes 50 tun střelného prachu. Z tunelů bylo vyvezeno asi 1340 vagónů horniny. Jejich celková délka činí 743 metrů.
Technickou památkou z dvacátých let 20. století je vodní elektrárna Spálov. Začíná jezem, dále voda proudí tunely až do Spálova, kde je samotná turbína. Objem vylámané skály činil 470 vagónů. Staveniště navštívil dne 17. září 1922 i T. G. Masaryk (první československý prezident).

## Přírodní památka Galerie

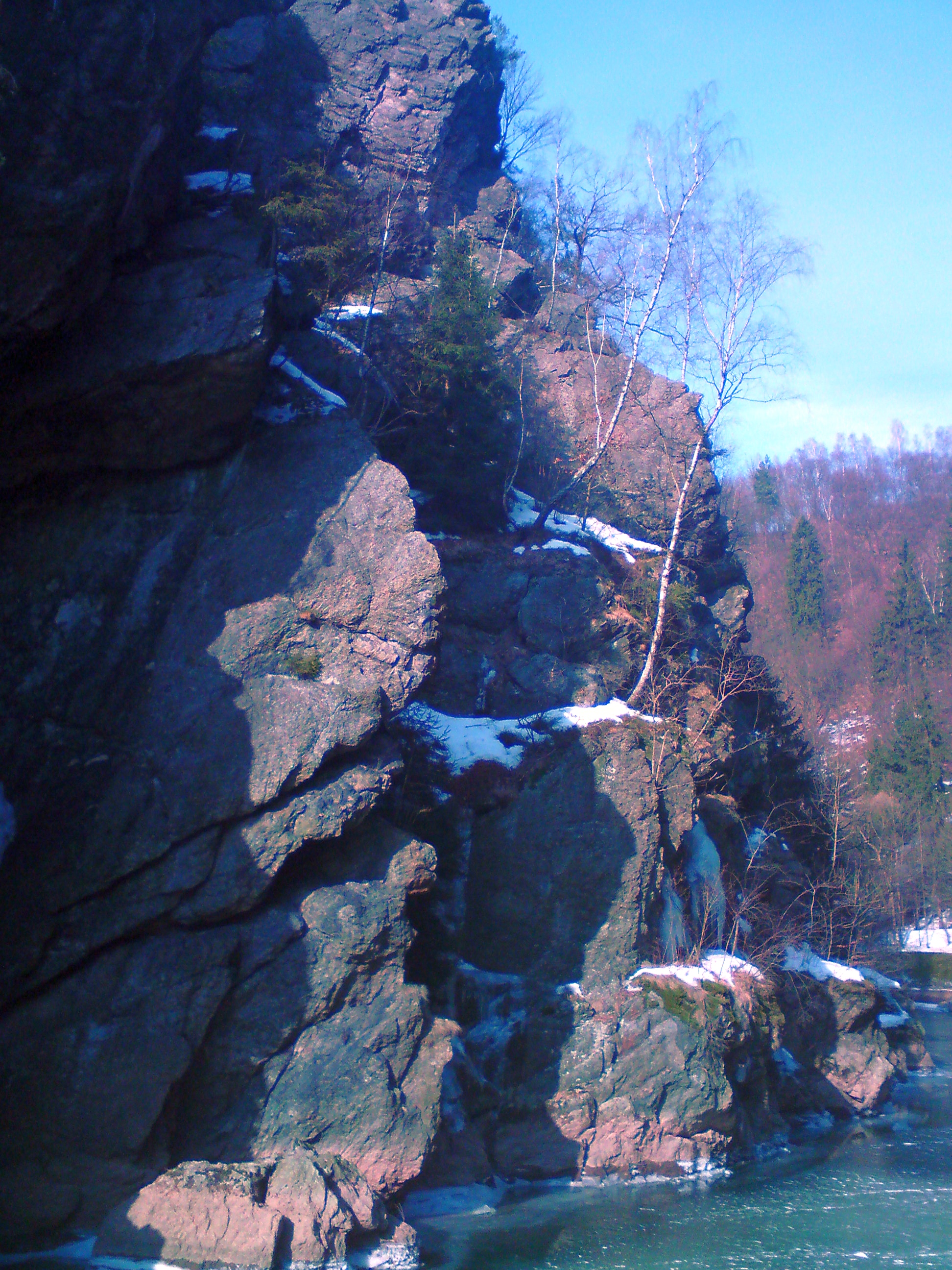
Galerie

Směrem proti proudu na pravém břehu řeky navazuje na údolí Jizery u Semil a Bítouchova přírodní památka Galerie, která se nachází pouze na pravém břehu Jizery. Na obou stranách soutěsky se zdvihají strmé skalní stěny a pilíře z přeměněné albitické žuly až do výše 40 metrů. Zajímavostí je, že soutěska, která je dnes 10 metrů široká, byla v 19. století velmi úzká (pouhý jeden metr!). V soutěsce se na jaře však zachytávaly ledové kry a městu Semily často hrozilo zatopení. Továrník Schmitt dal proto rozšířit soutěsku pomocí výbušnin. Nad hladinou řeky byla roku 1909 postavena 77 metrů dlouhá visutá železná galerie na pro pěší (Riegrova stezka), která je zapuštěna na 20 konzolích 70 centimetrů do skály.
Právě zde se nachází lomikámen trsnatý vlnatý, kriticky ohrožená a endemická rostlina, která roste v ČR pouze zde a na levém břehu Labe, jižně od Ústí nad Labem.